# Archives départementales du Val-de-Marne
Les archives départementales du Val-de-Marne sont un service du conseil départemental du Val-de-Marne, chargé de collecter les archives, de les classer, les conserver et les mettre à la disposition du public.

## Historique

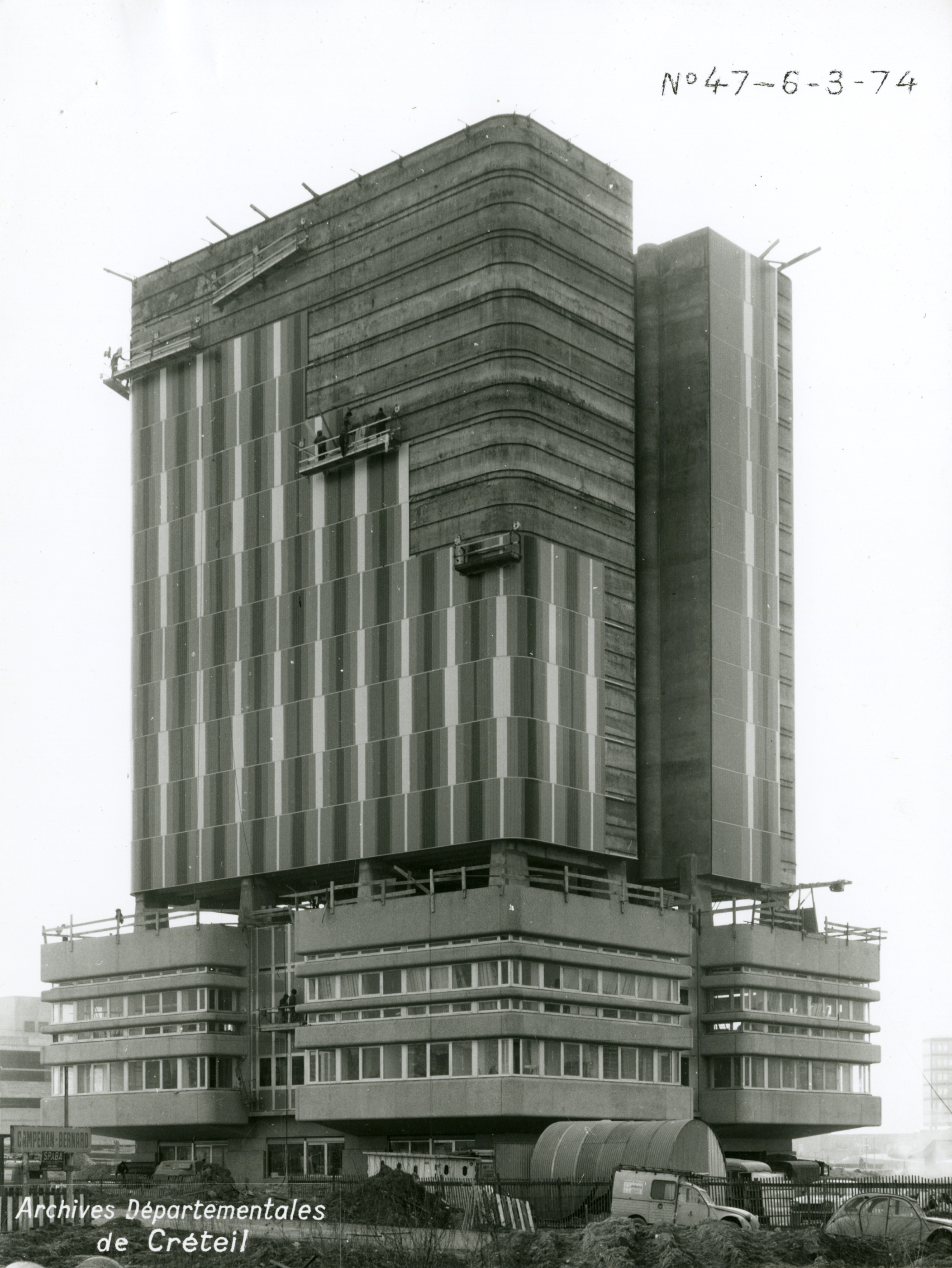
Le bâtiment des archives en cours de construction en 1974.

Né en 1964 à la suite de la réorganisation administrative de la région parisienne, le département du Val-de-Marne est l'héritier d'une partie de l'ancien département de la Seine et d'une partie de l'ancien département de Seine-et-Oise. Les services d'archives des anciens départements de la Seine et de la Seine-et-Oise se sont départis des documents concernant les nouveaux départements et les ont cédés à leurs dépositaires à la suite d'une vaste opération de dévolution décidée en 1968.

## Collection
Les Archives départementales conservent :
- Des archives antérieures à 1790, rassemblées pendant la Révolution et provenant soit d'institutions administratives, judiciaires ou religieuses dissoutes, soit d'émigrés et condamnés auxquelles elles avaient été confisquées. Par exemple, les procès-verbaux et plans d'intendance du cadastre de Bertier de Sauvigny.
- Les archives publiques à valeur historique produites depuis 1790 (date de la création des départements pendant la Révolution) par le Département en tant que collectivité territoriale, par les services de l'État (services préfectoraux, trésor public, tribunaux, police, enregistrement et hypothèques, etc.) et les établissements publics en activité sur le territoire départemental.
- Les archives des notaires jusqu'au début du XXe siècle.
- Les archives communales déposées par certaines communes.
- Des archives d'origine privée données, déposées ou vendues par leurs propriétaires[1].
- Le Pôle de conservation des archives des associations de jeunesse et d'éducation populaire (PAJEP), créé en 1999. Le PAJEP récolte, conserve et valorise les archives privées des associations, fédérations ou encore des militants de l'éducation populaire. Le PAJEP a rédigé un guide des sources, inventoriant également les fonds dispersés et déjà conservés par les différents centres d'archives départementales[2],[3].

## Directeurs
- 1968-1994 : Claire Berche ;
- 2003-2011 : Valérie Brouselle ;
- 2011- : Marie-Andrée Corcuff ;
- En cours : Rosine Lheureux

## Publications
Les Archives départementales ont publié les ouvrages suivants :
- Emmanuel Bellanger, Julia Moro, Le Val-de-Marne, anthologie : 1964-2014, l'Atelier, 2014.

## Pour approfondir